# K-tel
La K-tel è un'etichetta discografica internazionale, di origine canadese, fondata nel 1968.
In Italia è apparsa verso la fine degli anni settanta, distribuita da Ricordi, per poi passare alla RCA Italiana, che ne curò anche la serie economica.
La K-tel, in quel periodo, era già presente in gran parte del mondo; l'entrata di questa etichetta sul mercato italiano determinò la pubblicazione di compilation miste e raccolte di artisti singoli, come ad esempio The Best of David Bowie e The Very Best of Elton John. Non di rado venivano pubblicate compilation anche di artisti italiani come Questione di cuore di Patty Pravo.
Altre compilation italiane furono: Sapore d'Amore, Sapore d'Estate, Ciao!, Canzoni d'Amore, Flash '70, K.O., Blu, Raccomandato. Da segnalare anche una raccolta dedicata a Fausto Papetti: Sax Appeal - 20 successi 20 ed una dedicata ai più piccoli Disco Baby.
La serie economica comprendeva un catalogo dedicato principalmente al revival, ma meritano una nota le raccolte Italian Graffiti 1960/1969, Italian Graffiti 1969 International Graffiti 1950/1959 e Il Canzoniere 50 che ripercorreva il periodo musicale italiano dell'epoca.
Nel 1983-1984 tentò di espandersi nel mondo dei videogiochi fondando la divisione statunitense Xonox. Pubblicò anche giochi direttamente con il proprio marchio, tramite le filiali K-Tel Software Inc. e, nel Regno Unito, K-Tel International Ltd.
Nel 1985, la scomparsa del fondatore e la crisi di mercato hanno quasi annullato le attività della casa discografica. Oggi la K-tel è operativa principalmente in Svizzera e nel Regno Unito, ma è relegata al ruolo di etichetta secondaria e tutto il catalogo posseduto dalla società originale è stato progressivamente ceduto ad altre case.